# 카와스미 아야코
카와스미 아야코(일본어: 川澄 綾子 가와스미 아야코[*])는 일본의 여자 성우다. 도쿄도 출신으로 주로 히로인 캐릭터들을 많이 맡고 있다.
데뷔작은 흔히 성방무협 아웃로스타의 메르피나 역으로 알려져 있지만 이전에 자잘한 단역들을 맡았으며 1996년 동급생2의 기내 아나운서 역으로 알려져 있다.

## 약력
도호 음악 단기대학을 졸업했다.
- 저체중아로 위험한 상태에서 태어났기 때문에, 만일을 각오 한 부모님이 처음에 "아"로 시작되는 이름으로 서둘러 작명했다고 한다.[1] 출산 예정일은 5월 3일이었다. 친척들에 의하면 '우유 팩보다 작았다'라고 한다.
- 1996년의 SME 성우 오디션으로 요요기 애니메이션 학원상을 수상한다.
- 소녀, 미녀, 악녀까지 여러 가지 역을 소화한다. 역할로는 쿨한 여자나 비련의 히로인, 활발한 여자 아이 역이 많지만, 「노다메 칸타빌레」의 노다 메구미와처럼 코믹컬한 배역도 연기하고, 작품에 따라서는 노래를 담당하는 것도 있어, 뿌리깊은 인기를 자랑하는 성우이다.
- TX계 애니메이션 〈성방무협 아웃로스타〉의 메르피나역으로 애니메이션 성우로 데뷔했다.[2].
- CX계 애니메이션 〈이니셜 D〉의 모기 나츠키 역과 애니메이션 〈투하트〉의 카미기시 아카리역으로 일약 브레이크 한다.
- 애칭은 공모로 정해진 "아야치―"가 일반적이다. 그 밖에는 "아야스미", "아야네" 등 여러 가지가 있다.
- 3살부터 피아노를 배우기 시작하여 절대 음감이 있다는 소문이 있었다. 또 음대 출신으로, 성우계의 유능한 피아니스트로 알려진다.
- 〈성방무협 아웃로 스타〉의 캐릭터송 〈A DATE〉를 작사, 작곡했을 때, 악보를 제출하여 감독을 놀라게 했다. 이것을 계기로 오랫동안 피아노를 했기에 솔로 앨범을 만들 수 있지 않느냐고 말이 나온다. 이 계기로 첫 번째 앨범 〈Primary〉이 나온다. 보컬 5곡과 경음악 5곡 모두 작사 작곡을 담당했다.
- 〈PIANO〉에서는 주연 성우뿐만이 아니라, 음악 스태프로서 작품 중에 흐르는 배경 음악을 일부 작곡했다. 애니메이션판 오프닝 테마 〈...to you〉의 작곡, 연주도 하고있다.
- 보통은 맨눈으로 볼 수 있는 시력이지만, 종종 안경을 쓴 사진이 잡지나 웹 사이트에 게재되고 있다. 〈PONY CANYON STYLE 마루나비!?〉의 BSQR489판 (2006년 3월 31일 종료)에서는 안경을 쓴 모습이 많았다.

## 에피소드
데뷔 후 얼마 되지 않을 무렵에 〈serial experiments lain〉이란 작품에서 주인공 이와쿠라 레이네의 가상 가족으로 언니 미카의 목소리를 담당한다. 신을 자칭하는 남자와 컴퓨터 세계의 기사단 등 많은 세력이 교착하는 세계에서, 그녀는 컴퓨터가 만들어 낸 가짜 미카에 의해 소거되고, 그 가짜도 컴퓨터로 점차 인격이 붕괴한다는 설정이다. 카와스미는 인격이 무너질 때 단 한마디의 신음을 내려고 몇 번이나 연습했다는 한결같은 모습을 보인다. 이 모습이 마음에 든 스태프가 마지막 회에서는 카와스미의 대사를 많이 편성하기로 하고, 각본을 변경한 일화가 있다.
인터넷 박람회의 첫 기획으로서 방송된 인터넷 TV 프로그램 〈카와스미 아야코 Best Communication〉은 호평속에서 종료하였다. 담당 대신인 사카이야 타이치로부터 표창을 받았을 정도였다.
극작가인 아이카와 쇼로부터는 ‘오디션 아라시-’라는 이명을 받았다.
현재는 애니메이션 성우로 많이 출연한다. 역할의 대부분이 주인공이기에 ‘히로인 성우’라는 직함이 있다. 카와스미는 골든 타임이나 어린이용 작품보다는 비교적 심야 애니메이션에 많이 출연한다.
본인은 “계산적인 여자”라고 말하지만, 그에 비해 약간 멍하거나 어리버리하고 실수투성이인 경우가 많은 것 같다.
그녀는 디지털 카메라에 들어가는 메모리 카드에 기록된 데이터를 하드 디스크로 전송을 마치고 나서, 메모리 카드의 내용을 지울 줄 몰라 카드의 용량이 꽉 찰때마다 새로운 카드를 샀다고 말한다.
애니메이션 〈박살 천사 도쿠로짱〉의 라디오 프로그램 〈민감 도쿠로짱〉에서는 ‘전 계산적인 여자에요’라고 말하면서, 라디오 이야기의 흐름 속에서 유니크(Unique)라는 단어의 의미를 전자 사전으로 조사해달라고 보디 랭귀지로 표현했지만, 퍼스널러티였던 지바 사에코가 ‘종이에 쓰면 되잖아요!’라고 어이없어했던 경우도 있었다.
라디오 프로그램등에서 여성 퍼스널리티와 대화하면 끝없이 분위기가 고조되어, 하이 텐션 보케 자폭 성우이다. 그러나, 「. hack//Radio 아야코·마스미의 스미스미 나이트」에서는 아사노 마스미에게 날카롭게 태클을 넣는 입장으로 만났다.
2003년경에 정기 프로그램이 급감하고, 관련 이벤트에 대부분 출연하지 않는 상황이 계속되어 팬들이 걱정했다. 잠시 후에 이런 우려는 아무일도 없었던것처럼 그녀가 맡은 정기 프로그램이 많아졌다. 그에 맞추어 이벤트 등 공적 장소에 모습을 드러냈다.
음감에 관해서는 정평이 났지만, 그 능력이 가창력에는 반영되어 있지 않아서, 노래에 관해서는 종종 팬 사이에서도 네타로 쓰이고 있다. 〈사모님은 여고생〉 오프닝 곡과 〈유메츠카이〉 엔딩 곡, 〈딸기 마시마로〉에서 즉흥으로 노래한 〈엄청난 노래(でっかいものの歌)〉등은, 전파를 타려고 쓰인적도 있었다.

## 취미·기호
취미는 야구 관전이다. 야쿠르트의 열성 팬이다. 일찍이 야쿠르트에 소속해 있던 비장의 카드 대타 죠 토모히로(1999년에 한신으로 이적)에 집착했던 것 같아, 항상 죠 선수의 성적을 노트에 기록했었다고 한다.
2006년 잡지 인터뷰에서, 작년(2005년)의 프로야구 시리즈는 재미없었기에 거의 보지 않았지만, WBC는 봤었다고 말했다.
프로레슬링이나 종합격투기에도 눈이 가는 것 같아, 이상형으로 요시다 히데히코를 꼽고있다. 요시다가 유도선수였던 시절부터 팬으로, 그가 종합 격투기 선수로 전향했기 때문에 PRIDE를 보게 되었다고 말한다. 복싱이나 선 자세로 방어를 하는 K-1 등, 때리는 격투기에는 서투른 것 같다.
잘하는 요리는 라사냐다.
벌레를 무척이나 싫어한다. 가족 여행때, 노천탕에 가려고 했을 때 도중에 벌레를 보고 비명을 질렀는데, 지나치게 큰 소리에 어머니는 "바보 같다" 라며 기가 막혀 했다고. 또, 노토 마미코와의 프라이빗 여행에서도 함께 노천탕에 가는중 벌레를 보고 도망친 적이 있다.
2007년 4월 12일자 Fate/stay tune를 듣던 청취자의 ‘이 음식에는 익숙치 않다?’라는 질문에 대한 답은 토마토였다.
아무리 오랜 시간의 이동이라도, 전차안에서는 졸았던 적이 없다.

## 교우 관계
같은 소속사의 후배인 노토 마미코가 존경하는 것은 잘 알려져 있고,그에 카와스미도 노토에게 「아야」라고 부르게 해, 팬들 사이에서는 자매처럼 여겨지는 일도 있다. 프라이벳으로 둘이 자주 여행을 가기도.
또 애니메이션 「딸기 마시마로」에 공동출연한 나바타메 히토미·치바 사에코·오리카사 후미코, 앞에 기술했던 노토 마미코와 「마시마로회」라는 친목회를 결성해 친교를 쌓고 있다.
2005년은 노토 마미코·나바타메 히토미·세키 토모카즈와의 공동 출연 작품이 많았지만, 그것들도, 「스타쉽오퍼레이터즈」, 「딸기 마시마로」, 「극상 생도회」, 「작안의 샤나」등 왜인지 미디어 워크스, 제네온 관련 작품들 이었다. 덧붙여서 「딸기 마시마로」 「작안의 샤나」 「극상 생도회」의 음향 감독은 모두 아케다 카와히토가 담당하고 있으며, 똑같이 아케다 카와히토가 음향 감독을 맡았던 「2x2 시노부전」 「현시연」 「노다메 칸타빌레」라는 작품들에도 카와스미를 포함한 면면이 출연한 경우가 많았다.

## 출연작

### TV 애니메이션
1997년
- 체포하겠어(여경 D)

1998년
- 성방무협 아웃로스타 (메르피나)
- 전심 수호월천 (리슈)
- 우당탕탕 닥터지 (이케다 히데코)
- serial experiments lain (이와쿠라 미카)
- 이니셜D (모기 나츠키)

1999년
- 성계의 문장(라피르)
- 투하트(카미기시 아카리)
- GTO(노무라 토모코)
- 천사가 될거야(사라)
- AD 폴리스(미야노 쿄코)

2000년
- 성계의 전기(라피르)
- 크레용 신짱(스오토메 아이)
- 학교괴담(하나코)

2001년
- 마호로매틱(안도 마호로)
- 시스터 프린세스(치카게)
- 성계의 전기 II(라피르)
- 천사의 꼬리(거북이 아유미)
- 조이드 신세기제로(리논 토로스)
- 레이브(엘리)
- 진 샤프트(돌체 사이토)
- 기동천사 엔젤릭 레이어(사이토 카에데)

2002년
- 라제폰(시도우 메구미)
- 마호로매틱~더 아름다운 것~(안도 마호로)
- 베리베리 뮤우뮤우(재클린)
- 부탁해요 선생님(헤리카와 고이시)
- 시스터 프린세스 RePure(치카게)
- 쪽빛보다 푸르게(사쿠라바 아오이)
- 카논(미사카 카오리)
- 쁘띠 프리 유시(에르미나)
- PIANO(노무라 미우)

2003년
- 스크랩드 프린세스(위니아 체스터)
- 오네가이 트윈즈(헤리카와 고이시)
- 쪽빛보다 푸르게 ~인연~(사쿠라바 아오이)
- 천사의 꼬리 Chu!(거북이 아유미)

2004년
- 투하트 Remember my memories(카미기시 아카리)
- 이 추하고도 아름다운 세계(히카리)
- 현시연(오오노 카나코)
- 사무라이 참프루(후우)

2005년
- 갤러리 페이크(사라 핼리퍼)
- 눈의 여왕 (애니메이션)(게르다)
- 딸기 마시마로(사쿠라기 마츠리)
- 사모님은 여고생(오노하라 아사미)
- 은반 컬라이더스코프(사쿠라노 타즈사)
- 이 사람이 나의 주인님(스기타 타카미)
- 작안의 샤나(요시다 카즈미)
- Canvas2~무지개 빛의 스케치~(호센 안나)

2006년
- 러브돌~Lovely Idol~(히와타리 아야)
- 카논 리메이크(미사카 카오리)
- 제로의 사역마(앙리에타)
- Fate/Stay Night(세이버)

2007년
- 괴물왕녀(공주)
- 노다메 칸타빌레(노다 메구미)
- 로미오 쥴리엣 (애니메이션)(에밀리아)
- 샤먼 시스터즈(히바라 시즈루)
- 스카이걸즈(사쿠라노 오토하)
- 스컬맨(마미야 키리코)
- 시온의 왕(야스오카 시온)
- 신곡주계 폴리포니카(츠게 유핀리)
- 작안의 샤나II(요시다 카즈미)
- 제로의 사역마~쌍월의 기사(앙리에타)
- 클레이모어(엘레나)
- 키미키스 pure rouge(카와다 토모코)
- 현시연 2기(오오노 카나코)
- 히토히라(이치노세 노노)
- 샤이닝 티어즈 크로스 윈드(브랑네쥬, 클라라클란 필리아스)

2008년
- 광란가족일기 (Dr. 헬)
- 노다메 칸타빌레 파리편(노다 메구미)
- 제로의 사역마 3기 (앙리에타)
- 카노콘 (미나모토 치즈루)
- RD 잠뇌조사실 (호론, 오퍼레이터)
- 마카데미 왓쇼이 - (에네우스 더 버제스트役)
- 어떤 마술의 금서목록 - (로라 스튜어트)

2009년
- 첫사랑 한정 (후도노미야 스미레)
- 판도라 하츠 (앨리스)
- 포켓몬스터 DP - 우라라 (라라)

2010년
- 노다메 칸타빌레 피날레 (노다 메구미)
- 레이디×버틀러! (사이쿄 토모미)
- 바쿠만 (아오키 코우)
- 오오카미씨와 7명의 동료들 (츠루가야 오츠우)
- 어떤 마술의 금서목록 2 (로라 스튜어트)
- 성흔의 퀘이사 (츠지도우 미유리)
- 침략! 오징어 소녀 (토키타 아유미)

2011년
- 로큐브! (노비도메 하츠에)
- 비탄의 아리아 (잔 다르크 30세)
- 작안의 샤나 III Final (요시다 카즈미)
- Fate/Zero (세이버)
- 성흔의 퀘이사 II (츠지도우 마유리)

2012년
- 제로의 사역마 F(앙리에타)
- Fate/Zero (세이버 아서왕)
- 투러브 트러블 다크니스 (텐죠인 사키)

2020년
- 불꽃 소방대 2장(신라 무스카베의 엄마)

### OVA
1996년
- 동급생2(기내 아나운서)

1997년
- 하급생(여학생 B)
- 투신도시2(시즈쿠 공주)

2000년
- 천사금렵구(무도 사라)

2002년
- ONE~빛나는 계절에~(나가모리 미즈카)
- 나코루루 ~그 사람으로부터의 선물~ 고향지외우편(마나리)

2004년
- 메모리즈 오프 3.5~추억의 저편으로~(나루미 이사코)
- 푸른바다의 트리스티아(나노카 플랑카)
- 제비뽑기 언밸런스 OVA(키사라기 카스미)

2005년
- 성계의 전기 III(라피르)
- 박살천사 도쿠로(미나카미 시즈키)

2006년
- 작안의 샤나 OVA 사랑과 온천의 교외학습(요시다 카즈미)

2007년
- 딸기 마시마로 OVA(사쿠라기 마츠리)
- 박살천사 도쿠로 세컨드(미아카미 시즈키)

2009년
- 작안의 샤나 S(요시다 카즈미)

2012년
- 침략!! 오징어 소녀 (토키타 아유미 (이유미))

### 웹 애니메이션
2000년
- 아즈망가 대왕 Web판(카스가 아유무/오사카)

### 극장판
2001년
- 오! 나의 여신님 극장판 (모르간)

2003년
- 라제폰 다원변주곡 (시도우 메구미)

2006년
- 브레이브 스토리 (수수께끼 소녀)

2007년
- 작안의 샤나 극장판 (요시다 카즈미)
- 극장판 키노의 여행: 병의 나라 -for you- (이나샤)

2008년
- 브레이브스토리

2009년
- 가시나무왕 (로라 오웬)

2009년
- 극장판 페이트 / 스테이 나이츠 - 무한의 검제 (세이버)

2015년
- 경계의 저편 : I'LL BE HERE 과거편
- 경계의 저편 : I'LL BE HERE 미래편

2016년
- 극장판 셀렉터: 티스트럭티드 위크로스 (하나요)
- 짱구는 못말려 극장판: 폭풍수면! 꿈꾸는 세계 대돌격 (스오토메 아이)

2017년
- 걸즈 앤 판처 최종장 제1화

2018년
- 나츠메 우인장: 세상과 연을 맺다 (사사고)

2019년
- 페이트/스테이 나이트 헤븐즈필 제2장 로스트 버터플라이 (세이버)

2020년
- 울고 싶은 나는 고양이 가면을 쓴다 (미즈타니 카오루)

2024년
- 극장판 짱구는 못말려: 우리들의 공룡일기 (스오토메 아이)

### 게임
- R.O.H.A.N (휴먼 여성, 시스템 보이스 여성)
- 봉신연의2 (여란)

1997년
- 팝픈팝 (사요, ちゃっくん&ミスちゃっくん, 티키&퓨퓨, 번개)
- 킹 오브 파이터즈 97 (와타베 카오루)
- 코이코이 합시다 (유카리)

1998년
- 더 킹 오브 파이터즈 (쿠사나기 아오이)
- 크로스 탐정 이야기 (히로카와 치에리)
- 위저스 하모니R (뮨 포레스트)
- 에어 가이츠 (키시보진 요코)

1999년
- 디바이스 레인 (카스미 아인할트)
- 북으로. ~White Illumination~ (사쿄 하야카)
- 신세기 GPX 사이버 포뮬러 새로운 도전자(유우키 레나)
- 투하트 (카미기시 아카리)
- ONE ~빛나는 계절로~ PS판 (미야마 유키미)
- 킹 오브 파이터즈 99 (와타베 카오루)
- Little Lovers SHE SO GAME (사쿠라이 유키에)
- 게이트 키퍼스 (이쿠사와 루리코)

2000년
- 만나고 싶어… ~your smiles in my heart~ (니노미야 치나)
- 에바 그레이스II (필나)
- 룸 네이트 노벨 ~사토 유카~ (히이라기 아야)
- 킹 오브 파이터즈 2000 (와타베 카오루, 시죠 히나코)
- 카논 (미사카 카오리)
- 바사라 (사이카 마고이치)

2001년
- 나코루루 ~그 사람으로부터의 선물~ (마나리)
- 환상의 알테미스 (쿠니스 미코토)
- 슈퍼 로봇 대전α 외전 (마리아 마리아)
- 시스터 프린세스 (치카게)
- 킹 오브 파이터즈 2001 (시죠 히나코)
- 크레용 신짱 나와 무겁게 만들기! (스오토메 아이)
- 시스터 프린세스 ~퓨어 스토리즈~ (치카게)
- 고에몽 신세대 습명! (에비스)
- 21-Two One- (사카키 세리)

2002년
- 비스트로 큐피트 (세지 파인애플)
- 푸른 바다의 트리스티아 (나노카 프란카)
- 추억으로 변하는 너 ~Memories Off~ (나루미 이사코)

2003년
- 이니셜D Special Stage (모기 나츠키)
- 시스터 프린세스2 (치카게)
- 시스터 프린세스 Re Pure (치카게)
- 흡혈희 미유 ~천야초~ (유이)
- Angelic Vale (루시안, 스피카)
- Only you 리벨클스 (아카츠키 마유)
- 백힐초화 -EPISODE OF THE CLOVER- (에마)
- SNOW DC판 (유키즈키 스미노, 용신)
- 시스터 프린세스2 프리미엄 팬 디스크 (치카게)
- Angelic Vale Progress (루시안, 스피카)
- 제로 ~붉은 나비~ (아마쿠라 마유)
- 킹 오브 파이터즈 2003 (시죠 히나코)

2004년
- SNOW PS2판 (유키즈키 스미노, 용신)
- 기갑군단 J-PHOENIX2 (리사 이와사키)
- 사쿠라 대전 이야기 ~미스테리어스 파리~ (아케치 미키)
- 신세기 GPX 사이버 포뮬러 Road to the Evolution (유우키 레나)
- 스텔라 데우스 (린)

2005년
- 엔젤릭 베일 신전 에페멜섬 기담 (루시안, 스피카)
- 와일드 암즈 더 스데트네이터 (유리 아트레이데)
- 푸른 하늘의 네오스피아 (나노카 프란카)
- BALDR FORCE EXE PS2판 (사사기리 츠카나)
- 러브돌 ~Lovely Idol~ (히와타리 아야)
- NAMCO x CAPCOM (원더모모, 자비느)
- 폰코트 낭만대활극 반 비트 로트 비클 배틀 토너먼트 (루나)
- 신세기 GPX 사이버 포뮬러 Road to the Infinity 2 (유우키 레나)
- 딸기 마시마로 (사쿠라기 마츠리)
- 식신의 성 칠야월환상곡 (유우키 사요)
- 테일즈 오브 레젠디아 (그류네, 슈발츠)
- 판타지 스타 유니버스 (루우, 루미아 웨버)
- 프린세스 메이커 4 (리제 톨바즈)
- 극상학생회 (히다 사유리)
- 게임이 되었어! 도쿠로 ~건강진단 대작전~ (미나카미 시즈키)
- 키노의 여행II -the Beautiful World- (라파)
- DEAD OR ALIVE 4 (코코로)

2006년
- 식신의 성III (유우키 사요)
- 사무라이 참프루 (후우)
- 작안의 샤나 PS2판 (요시다 카즈미)
- 키미키스 (카와다 토모코)
- 발키리 프로파일2 실메리아 (실메리아 발큐리아)
- 놀러갈게! ~지구 핀치의 약혼 선언~ (에리스)
- 제거베인 XOR (미사키 시즈노)
- 레슬 엔젤스 서바이버 (스기우라 미츠키 (김리트 미츠키), 유우키 치구사)
- 카두케우스Z 2개의 초집도 (토네가와 안쥬)
- BLUE DRAGON (클루크)

2007년
- 드래곤 섀도우 스펠 (밀리엄 우스)
- 제로의 사역마 ~소악마와 춘풍의 협주곡~ (앙리에타)
- 작안의 샤나 DS판 (요시다 카즈미)
- 리즈의 아틀리에 ~오르돌의 연금술사~ (포완 슈타트)
- Fate/stay night [Realta Nua] (세이버)
- 샤이닝 윈드 (클라라클란 필리아스, 브랑네쥬)
- 오딘 스피어 (그웬드린)
- 마나케미아 ~학원의 연금술사들~ (이졸데 셰링)
- SNOW -Portable- (유키즈키 스미노, 용신)
- 니트로+로얄 -히로인즈 듀얼- (세이버)
- 페이트/타이가 콜로세움 (세이버)
- 스윙 골프 팡야 2nd숏! (아린)
- 제로의 사역마 ~몽마가 빚는 야풍의 환상곡~ (앙리에타)

2008년
- 카두케우스 뉴 블러드 (토네가와 안쥬)
- 룬 팩트리2 (쥬리아)
- Coded Soul -계승해진 이데아- (리사)
- 마나케미아2 ~떨어진 학원과 연금술사들~ (울리카 뮤베리)
- Fate/unlimited codes (세이버)
- 카노콘 에스이 (미나모토 치즈루)
- 구급구명 카두케우스2 (토네가와 안쥬)
- 페이트/타이가 콜로세움 어퍼 (세이버)
- 제로의 사역마 ~미아의 종지부와 기천의 교향곡~ (앙리에타)
- 레슬 엔젤스 서바이버2 (유우키 치구사)

### 드라마시디
- 괴물왕녀(공주)
- 기공마술사-enchanter-(멜크리오)
- 놀러갈게!(에리스)
- 선인장의 비밀(야마다 미쿠)
- 세키레이 (무스비)
- 아넨엘베의 하루(세이버)
- 여고생 (사토 아야네)
- 천사금렵구 (무도 사라)
- 카노콘(미나모토 치즈루)
- 히토히라 (이치노세 노노)
- Fate/Zero (세이버)
- SNOW (유키즈키 스미노)
- 마법소녀 리리컬 나노하 StrikerS Sound Stage X (X)(이크스라고 읽힘)

### 라디오
- 카와스미 아야코의 Best Communication - 노토 마미코가 어시스턴트로 참여. (인터넷 방송, 2001년 1월 10일 - 12월 26일)
- .hack//Radio 아야코·마스미의 스미스미나이트 - 아사노 마스미와 공동진행. (분카방송, 2002년 4월 - 2003년 3월)
- 카와스미 아야코의 PIANO, PIANO2 (분카방송/인터넷 라디오, 2001년)
- PONY CANYON STYLE 마루나비!? - 노토 마미코와 공동진행. (분카방송, 2005년 1월 18일 - 2007년 9월 25일)
- 러브돌 스위트피시 카페 (인터넷 라디오)
- Fate/stay tune - 우에다 카나와 공동진행. (인터넷 라디오, 2007년 2월 22일 - 9월 6일)
- 카노콘 라디오~케이타와 치즈루의 유아용 성장일기~ - 노토 마미코와 공동진행. (인터넷 라디오, 2008년 3월 21일 - 9월 26일)
- 라디오 퀸즈블레이드 - 노토 마미코와 공동진행. (인터넷 라디오, 2009년 1월 30일 - )
- 라디오 마호로매틱 잘 돌아왔어요, 마호로 씨 - 시미즈 아이와 공동진행. (인터넷 라디오, 2009년 10월 2일 - )
- Fate/stay tune UNLIMITED RADIO WORKS - 스와베 준이치와 공동진행(격주 출연). (인터넷 라디오, 2009년 10월 16일 - )